# Cerro de La Encantada (España)
El Cerro de la Encantada es un yacimiento arqueológico prehistórico de la Edad del Bronce, situado en España, en el municipio calatravo de Granátula de Calatrava, en la provincia de Ciudad Real. Aunque hasta el momento solo ha sido excavada una parte del yacimiento, es bien reconocida su importancia para entender el período del Bronce Medio y Pleno en la Península ibérica en general y el Bronce Manchego en particular.
Los restos urbanísticos, funerarios y arquitectónicos de las campañas arqueológicas realizadas hasta la fecha nos cuentan que este yacimiento no se puede enmarcar en el contexto de la Cultura del Argar. El yacimiento, que está situado en lo alto de un cerro sobre un valle y con control visual del entorno y de las  vías pecuarias, pertenece a la tipología de yacimiento del Bronce manchego conocido como Facies Castellones.
Los grupos humanos aquí asentados tuvieron fuertes contactos con gentes procedentes del Mediterráneo Oriental, que llegarían hasta el centro de la Meseta Sur interesados por los metáles extraídos de las sierras próximas. Por tanto, La Encantada puede considerarse como un centro de fabricación y distribución de dichos minerales.